# Asesinato de Faith Hedgepeth
Faith Hedgepeth (condado de Warren, Carolina del Norte; 26 de septiembre de 1992 - Chapel Hill, Carolina del Norte; 7 de septiembre de 2012) fue una joven estadounidense que fue encontrada muerta en su apartamento por un amigo. Había sido golpeada en la cabeza con un objeto contundente, que más tarde se descubrió que era una botella de licor vacía, y en la escena del crimen se encontraron restos de semen y ADN masculino. La última vez que se supo con certeza que estaba viva fue mucho antes, esa misma mañana, cuando se acostó después de volver de una discoteca local con su compañera de piso.
La policía recuperó numerosas pruebas forenses en el caso, que solo sirvieron para descartar a un posible sospechoso, un exnovio de su compañera de piso que, según se informó, había expresado su ira y resentimiento hacia Hedgepeth, e incluso había amenazado con matarla si no podía volver con su compañera de piso. Sin embargo, su ADN no coincidía con el encontrado en la escena del crimen. También se cree que una nota dejada en la escena, que sugiere que el autor estaba celoso, fue escrita por el asesino; se encontraba entre un gran grupo de documentos publicados por la policía dos años después del crimen, tras una acción judicial iniciada por varios medios de comunicación locales.
Cuatro años después del asesinato, una empresa de pruebas de ADN de Virginia preparó y publicó, a instancias de la policía, una imagen que mostraba el aspecto que podría tener el sospechoso basándose en su fenotipo genético. Un mensaje de voz posiblemente grabado accidentalmente por Hedgepeth también podría capturar algunos de los acontecimientos que condujeron a su muerte.
En septiembre de 2021, el Departamento de Policía de Chapel Hill anunció una detención en relación con el caso. El sospechoso, que inicialmente no había sido considerado, había sido vinculado al caso a través de pruebas de ADN tras ser detenido por conducir ebrio el mes anterior.

## Antecedentes
Faith Hedgepeth, miembro de la tribu indígena Haliwa-Saponi reconocida por el estado de Carolina del Norte, nació en 1992 en el condado de Warren, parte del territorio tradicional de la tribu. Sus padres se divorciaron menos de un año después de su nacimiento, y fue criada por su madre, con la ayuda de una hermana mayor, en Hollister y Warrenton. Connie Hedgepeth llamó a su segunda hija Faith porque creía que era lo que necesitaba para criar a un cuarto hijo, ya que tenía dos hijos varones, una hija y un marido con problemas de drogas.
En el instituto, Hedgepeth era una estudiante brillante, animadora y miembro de muchos clubes y organizaciones extracurriculares. Sus resultados académicos fueron tan buenos que obtuvo una beca Gates Millennium para estudiar en la Universidad de Carolina del Norte en Chapel Hill (UNC-CH), institución en la que también había acudido su padre, si bien él había abandonado los estudios. Ella esperaba ser la primera de su familia en graduarse en la universidad. Tras terminar la carrera, estaba pensando en seguir estudiando para convertirse en pediatra o profesora.
Sus dos primeros años en la universidad le fueron bien, aunque se tomó un semestre libre en la primavera de 2012. Permaneció en la zona de Chapel Hill durante el verano, viviendo en un apartamento fuera del campus en el complejo Hawthorne at the View, entre Chapel Hill y Durham, en la frontera entre los condados de Durham y Orange, durante el mes de agosto. Tenía previsto mudarse a otro apartamento una vez que dispusiera de la ayuda económica para el semestre de otoño. Compartía el apartamento con Karena Rosario, con quien era amiga desde su primer año de universidad, y con el novio de Rosario, Eriq Takoy Jones.
La relación entre Jones y Rosario se había caracterizado por la violencia doméstica, y finalmente ella la terminó y él se mudó. Sin embargo, a principios de julio de 2012, él intentó dos veces entrar en el apartamento, incluso después de que Rosario cambiara las cerraduras. Hedgepeth finalmente llevó a Rosario a los tribunales para obtener una orden de protección que obligaba a Jones a mantenerse alejado del apartamento. Según se informa, Jones resentía la influencia de Hedgepeth sobre su exnovia y, en un momento dado, amenazó durante una conversación telefónica con Hedgepeth con matarla si no podía volver con Rosario.

## Homicidio
La tarde del jueves 6 de septiembre de 2012 comenzó a las 17:45 horas, cuando Hedgepeth asistió a un evento de reclutamiento de la sección universitaria de Alpha Pi Omega, una hermandad femenina históricamente nativa americana a la que esperaba unirse. A las 7:15 se marchó, diciendo que tenía que trabajar en un trabajo que estaba escribiendo sobre la historia de su tribu. Ella y Rosario fueron a la biblioteca Davis de la universidad para estudiar juntos a las 20 horas. Entre las 20:30 y 21 horas intercambió mensajes de texto con su padre sobre sus esperanzas de unirse a la hermandad.
Hedgepeth dejó a Rosario allí brevemente y regresó alrededor de las 11:30, tras lo cual volvieron juntas a su apartamento, donde llegaron alrededor de la medianoche. Media hora más tarde salieron de nuevo, dirigiéndose a The Thrill, una discoteca ahora cerrada[8] en el centro de Chapel Hill que admitía a clientes menores de 21 años, la edad legal para beber, para bailar. Las dos jóvenes llegaron a The Thrill alrededor de las 12:40 del mediodía Después de casi una hora y media bailando, Rosario le dijo a la policía más tarde que tenía malestar estomacal y quería irse. Las cámaras de seguridad del club muestran a ella y a Hedgepeth saliendo a las 2:06 de la noche; es el último registro visual de su presencia en cualquier lugar antes del asesinato.

A las 3 de la madrugada, Hedgepeth y Rosario habían regresado a su apartamento. Una mujer que vivía debajo de ellas y estaba despierta viendo la televisión dijo que poco después oyó tres golpes fuertes, que describió como similares a los que se producen al dejar caer una bolsa pesada o al volcar un mueble. La página de Facebook de Hedgepeth también fue visitada aproximadamente a la misma hora.
A las 3:40 horas de la noche, se envió un mensaje de texto desde el teléfono de Hedgepeth al de Brandon Edwards, un exnovio de Rosario, que decía: «Hola, b. ¿Puedes venir aquí, por favor? Rosario te necesita más, aha. Ya sabes. Por favor, hazle saber que te importa». Tres minutos más tarde, se envió otro mensaje de texto desde el teléfono de Hedgepeth al de Edwards con la única palabra «than», que se cree que es una corrección del «aha» del mensaje anterior. Esa fue la última prueba de actividad de su teléfono. A las 4:16, Edwards envió un mensaje de texto de respuesta preguntando quién había enviado el mensaje anterior.
Los registros telefónicos de Rosario muestran que ella también intentó llamar a Edwards aproximadamente a la misma hora. Él no respondió y, al no hacerlo, ella intentó llamar a Jordan McCrary, un jugador de fútbol de la UNC-CH que conocía. A las 4:25 horas, salió del apartamento para subir al coche de McCrary. En ese momento, según dijo Rosario más tarde, creía que Hedgepeth estaba durmiendo en su habitación y dejó la puerta del apartamento sin cerrar.
McCrary llevó a Rosario a la casa de otro conocido en West Longview Street, en Chapel Hill. Ella calculó que llegó allí alrededor de las 4:30 horas. Después de pasar el resto de la noche y la madrugada allí, poco después de las 10:30 comenzó a intentar organizar el regreso a casa. Tras intentar contactar con Hedgepeth, que no respondió, Rosario llamó a otra amiga, Marisol Rangel, que vino y la llevó de vuelta a su apartamento.
Cuando llegaron allí, poco antes de las 11 de la mañana, entraron y llamaron a Hedgepeth, que no respondió. En su dormitorio encontraron su cuerpo ensangrentado, envuelto en una colcha y parcialmente desnudo. Inmediatamente llamaron al 911 e informaron a la policía.

## Investigación
Los detalles de la investigación no se hicieron públicos al principio, lo que supuso una desviación de la práctica habitual de la policía de Chapel Hill. La ciudad obtuvo una orden judicial para sellar todos los registros a medida que se recopilaban. La policía recogió semen de la escena y lo utilizó para desarrollar un perfil de ADN; según se informa, coincidía con el ADN masculino encontrado en otras partes del apartamento. La autopsia determinó que Hedgepeth había muerto por un traumatismo craneal causado por un objeto contundente, probablemente como resultado de haber sido golpeada con una botella de ron vacía en el apartamento.
Jones parecía ser un sospechoso muy fuerte desde el principio. La policía se enteró de sus antecedentes de violencia doméstica y de sus amenazas contra Hedgepeth. También descubrieron que la noche anterior, alrededor de las 6 de la tarde, había enviado un mensaje de texto a un conocido pidiendo perdón «por lo que estoy a punto de hacer» y luego había publicado el mismo mensaje en su cuenta de Twitter. Tres días después, cambió el banner de su página de Facebook por el siguiente mensaje: «Querido Señor, perdóname por todos mis pecados y por los que pueda cometer hoy. Protéjame de las chicas que no me merecen y de las que desean mi muerte hoy».
La policía solicitó una muestra de ADN a Jones, a quien consideraban una persona de interés. Tras cierta resistencia inicial, accedió. Su ADN no coincidía con la muestra del apartamento, por lo que lo descartaron como sospechoso. También se analizó el ADN de Edwards y de muchos otros hombres que, según la policía, habían estado en The Thrill al mismo tiempo que Rosario y Hedgepeth, con el mismo resultado.
En cuestión de días, el consejo de administración de la universidad, la sección local de Crime Stoppers, la tribu Haliwa-Saponi y el complejo de apartamentos ofrecieron una recompensa conjunta de 29 000 dólares por cualquier información que condujera a una detención. La policía esperaba que la recompensa monetaria condujera a una rápida resolución del caso, ya que sus recursos eran limitados. En el asesinato de Eve Carson en 2008, que en ese momento era la presidenta del cuerpo estudiantil de la UNC-CH, una recompensa de 25 000 dólares había llevado al arresto de los asesinos. Dos meses más tarde, la oficina de la gobernadora Bev Perdue añadió otros 10 000 dólares a la recompensa por el asesino de Hedgepeth.

### Sello en los expedientes del caso
En noviembre, The Daily Tar Heel, el periódico estudiantil de la UNC-CH, solicitó al juez que había ordenado el sellado de los expedientes de la investigación que liberara una orden de registro preliminar del caso. En cambio, el juez ordenó que se volviera a sellar durante otros 45 días. En ese momento, la policía de Chapel Hill ni siquiera había revelado la causa de la muerte de Hedgepeth, aunque sus padres dijeron a los medios de comunicación que el certificado de defunción de su hija indicaba que había sido golpeada.
La policía anunció en enero que el ADN encontrado en la escena del crimen pertenecía a un hombre. A partir de la escena del crimen y otras pruebas, el FBI había elaborado un perfil del hombre. Afirmaron que era probable que hubiera vivido cerca de Hedgepeth en el pasado, que había mostrado interés por ella y que su comportamiento podría haber cambiado desde el crimen, incluyendo un interés inusual por el caso. A pesar de esta divulgación de información, la ciudad solicitó con éxito al tribunal que mantuviera las órdenes judiciales bajo secreto, alegando que esa fase de la investigación aún no había concluido; en mayo de 2013, el tribunal prorrogó el secreto otros 60 días.
En septiembre de 2013, un año después del asesinato, la policía de Chapel Hill solicitó formalmente la ayuda de la Oficina de Investigación del Estado de Carolina del Norte, que ya había prestado cierta ayuda anteriormente en la investigación del caso. «Estamos trabajando duro en el caso y hemos utilizado todos los recursos posibles», afirmó el jefe Chris Blue. Sin embargo, no quiso compartir más información sobre el caso.
Dos meses más tarde, el Tar Heel señaló que el caso Hedgepeth seguía abierto, junto con el caso de la muerte de David Shannon, un estudiante de primer año de la UNC-CH cuyo cuerpo había sido encontrado en los terrenos de una planta cementera de Carrboro el 27 de octubre anterior (aunque había muerto por una caída, la autopsia reveló que estaba gravemente intoxicado, y la policía de Carrboro sospechaba que se trataba de una novatada y creía que podría haber otros estudiantes que pudieran darles más información sobre las circunstancias de la muerte de Shannon). En el caso de Hedgepeth, no había habido nueva información sobre un posible sospechoso desde enero. Sin embargo, los expedientes del caso seguían bajo secreto de sumario por orden judicial.
En marzo de 2014, el diario Tar Heel se unió al Raleigh News & Observer y a la Capitol Broadcasting Company, propietaria de tres cadenas de televisión y radio en la zona del Triángulo de Investigación, para oponerse a la moción del fiscal del distrito de prorrogar el secreto de sumario otros 60 días. Argumentaron que la orden no estaba justificada por un interés imperioso por parte del Estado y que algunas de las órdenes se habían dictado antes de que se crearan los expedientes a los que se referían, lo que significaba que el argumento para sellarlos era especulativo.
Durante la vista sobre la moción, el fiscal del distrito presentó un informe más específico sobre el trabajo de investigación que se había realizado, lo que permitió a los medios de comunicación informar por primera vez sobre lo que la policía había registrado inmediatamente después del crimen. «Han pasado dieciocho meses y nadie ha sido acusado ni detenido», dijo un abogado de Tar Heel. «El público tiene derecho a suponer que la pista se ha enfriado o que no se está investigando de manera diligente». En respuesta, la fiscalía argumentó que la divulgación de los registros detallados en ese momento obstaculizaría definitivamente la investigación, por lo que los registros permanecieron sellados.

#### Crítica al secreto judicial
Al mes siguiente, Chelsea Dulaney, una periodista que había cubierto inicialmente el caso en el Tar Heel, escribió un artículo en la plataforma Atavist en el que se mostraba escéptica sobre el secreto judicial del caso. Especuló que el verdadero propósito del secreto judicial era ocultar los errores iniciales de la policía, que quizá tampoco era lo suficientemente competente como para llevar a cabo la investigación por sí sola. Según señaló, los documentos judiciales de la ciudad revelaban que, tras los dos primeros meses de investigación, no se habían solicitado nuevas órdenes de registro. «Tenemos que preguntarnos: ¿qué tan candente es el caso?», preguntó uno de los abogados que representaba a los medios de comunicación.
Dulaney habló con los residentes de los apartamentos de Hawthorne at the View que vivían cerca de Hedgepeth y Rosario. Le dijeron que durante el verano anterior sospechaban firmemente de la violencia doméstica que más tarde se denunció entre Rosario y Jones; pensaban que la presencia policial el día en que se encontró el cuerpo estaba relacionada con eso hasta que se enteraron de lo contrario.
Dos de los vecinos le dijeron a Dulaney que, aunque la policía acordonó con cinta policial el bloque de cuatro viviendas donde vivían Hedgepeth y Rosario, solo registraron el apartamento de las mujeres y ninguno de los demás. Tampoco registraron el bosque detrás de los apartamentos, y solo volvieron más tarde para registrar otro apartamento del complejo. Tampoco parecieron peinar la zona, ya que nunca llamaron a las puertas para preguntar a los residentes si habían visto algo. La policía también dejó el coche de Hedgepeth sin vigilancia mientras registraban los apartamentos.
Cuando los agentes de la Oficina Estatal de Investigación comenzaron a investigar el caso a finales de 2013, también entrevistaron a los residentes de Hawthorne at the View. Una residente que habló con Dulaney dijo que le había quedado claro que los investigadores de la SBI estaban mejor entrenados que sus homólogos de Chapel Hill. Recordó que el agente que la entrevistó le hizo preguntas que le permitieron obtener información más útil.
En el centro de Chapel Hill, Dulaney habló con el propietario de un servicio de grúa que tenía el contrato del aparcamiento del Thrill. Este había instalado un sistema de cámaras de seguridad para vigilar la actividad en el aparcamiento del club, que podría haber grabado cualquier cosa que hubiera ocurrido fuera del club en relación con Hedgepeth y Rosario mientras estaban allí esa mañana o después de marcharse. La policía no pidió ver las grabaciones hasta poco antes de que Dulaney escribiera el artículo, casi 19 meses después del crimen. Para entonces, le dijo, cualquier grabación de esa noche hacía tiempo que había sido borrada.

#### Divulgación de los registros
El tribunal ordenó que se desclasificaran los registros en julio de 2014. Los medios de comunicación pudieron revisar e informar sobre las solicitudes de órdenes de registro y las notas de la investigación que las respaldaban, con la mayoría de los nombres censurados, no solo de las residencias y los coches, sino también del teléfono, el ordenador, los registros de Facebook y la cuenta bancaria de Hedgepeth. También se publicó la transcripción de la llamada de Rosario al 911, el contenido de los mensajes de texto de la madrugada y la cronología de las acciones de Rosario y Hedgepeth la noche antes de que se encontrara el cuerpo.
En septiembre de 2014, casi dos años después de la muerte de Hedgepeth, se publicó el informe de la autopsia. Este confirmó lo que figuraba en su certificado de defunción: que había muerto por un traumatismo contuso en la cabeza. Tenía numerosos cortes y contusiones, así como sangre bajo las uñas, lo que sugiere que había luchado con su asesino. El ADN extraído del semen coincidía con el ADN encontrado en otros lugares de la escena del crimen.

## Pruebas
Los documentos publicados incluían la grabación de la llamada de Rosario al 911 y dos pruebas que se consideraban potencialmente útiles para reducir el número de sospechosos. El perfil de ADN también se utilizó posteriormente para generar una imagen del posible sospechoso. «Los investigadores tienen pruebas excelentes en este caso», afirmó el jefe Blue cuando se publicaron los documentos. «Este no es un caso sin resolver. Ha sido y sigue siendo una investigación activa».

### Llamada al 911
El reportero del News & Observer Tom Gasparoli, que cubrió ampliamente el caso para su periódico, también ha dedicado la mayor parte de su blog a reflexionar sobre las pruebas y mantener vivo el caso. Para él, la llamada de Rosario planteaba muchas preguntas. «Para mí, toda la llamada huele a extraño», escribió en 2017, en el quinto aniversario del caso.
Gasparoli planteó la posibilidad de que la amiga de Rosario, Marisol Rangel, cuya voz le parece más parecida a la de la persona que llora constantemente en la llamada, fuera la verdadera autora de la misma, y que solo se identificara como Rosario más tarde, tras las repetidas peticiones del operador para que diera su nombre. Y si fue Rosario, nunca menciona que Rangel la acompañó al apartamento. La persona que llamó tampoco menciona el nombre de Hedgepeth en una llamada que dura casi ocho minutos, solo describe el cuerpo que ha encontrado como «su amiga».
Y por qué, se preguntó Gasparoli, la persona que llamó parece reacia a tocar el cuerpo de Hedgepeth a pesar de las repetidas súplicas del operador para que al menos compruebe si todavía respira. Si Rosario no se atrevía a hacerlo, ¿no podría haberle pedido a Rangel que lo hiciera? «A menudo he pensado», escribió Gaparoli, «que si fue [Rosario], no llamó al 911 en el momento en que vio por primera vez a [Hedgepeth]».

### Nota encontrada en la escena del crimen
Entre las pruebas recogidas se encontraba una nota dejada cerca del cadáver de Hedgepeth con el siguiente texto:

I'M NOT STUPID
BITCH
JEALOUS

Era un trozo de papel blanco arrugado con las palabras «No soy estúpido, zorra celosa» garabateadas con bolígrafo.
Estaba escrita de forma descuidada con bolígrafo en lo que se determinó que era la parte inferior arrancada de una bolsa de papel blanca del tipo que se utiliza habitualmente para llevar comida. La policía cree que la bolsa podría proceder de Time-Out, un popular restaurante abierto las 24 horas en Chapel Hill que habría sido el único lugar abierto en el momento en que Hedgepeth y Rosario salieron de The Thrill. Este local utiliza bolsas de este tipo y se encuentra a poca distancia de la discoteca.
Los investigadores no han revelado si han analizado la letra. El sitio web Crime Watch Daily pidió a una experta, Peggy Walla, que examinara las fotos de la nota. Señaló que no tenía restos de la sangre que se encontró salpicada por toda la habitación, lo que sugiere que fue escrita fuera de la escena del crimen o antes de que este se produjera. Es posible que el autor utilizara su mano no dominante para intentar disimular su letra. Walla cree que el autor estaba especialmente alterado, probablemente hasta el punto de sentir una rabia homicida, por haber sido llamado «estúpido».
En su publicación con motivo del quinto aniversario del caso, Gasparoli dijo que una fuente policial con la que habló sobre el caso se negó a comentar si la nota era «extraña», aunque respondió a otras preguntas. Explica que las palabras podrían haber sido escritas para ser leídas en un orden diferente, lo que daría lugar a una frase con más sentido (por ejemplo, «No estoy celoso... estúpida zorra»). Además, teoriza que puede haber más de un autor involucrado, o que puede que no todo haya sido escrito al mismo tiempo.
La palabra «STUPID» (estúpida) le parece especialmente a Gasparoli que podría haber sido escrita por separado del resto de palabras, ya que está escrita con mucha más claridad y apartada hacia un lado. El trazo que se extiende hacia la izquierda desde el contorno de la «P» en «STUPID» le pareció inusualmente distintivo. «Parece bastante diferente, mucho más preciso que cualquier otra letra de la nota», afirma. A Gasparoli le sugiere que se trata de una escritora, o al menos de alguien más tranquilo e inteligente que el autor del resto de la nota.
Gasparoli se preguntó, de hecho, qué propósito tendría dejarla allí. Como mensaje para Hedgepeth, no tenía sentido dejarla junto a su cuerpo si estaba muerta; si la había escrito el asesino o los asesinos, podría ser una prueba especialmente incriminatoria y ellos debían ser conscientes de esa posibilidad. De hecho, a él le pareció «casi como si fuera una pista falsa... dejada por alguna otra razón que no fuera reflejar los verdaderos sentimientos del asesino o asesinos. Dejada... para confundir».

### Conversación grabada accidentalmente
Un amigo de Hedgepeth compartió con la policía una larga conversación, quizá grabada inadvertidamente, cuando el teléfono de Hedgepeth les llamó accidentalmente la noche antes del asesinato, que podría tener alguna relevancia para el caso. Se trataba de una conversación a tres bandas, de tres minutos de duración, entre lo que parece ser Hedgepeth y un hombre y una mujer, con música de fondo. La hora registrada era la 1:23 de la madrugada, cuando la cronología de la noche sitúa a Hedgepeth en The Thrill.
Era prácticamente inaudible y tenía un valor probatorio mínimo hasta que Crime Watch Daily contrató al experto en audio Arlo West, especializado en mejorar este tipo de grabaciones. Afirmó que oyó a Hedgepeth pedir ayuda mientras la mujer decía «Creo que se está muriendo» y el hombre decía «Hazlo de todos modos» tras una larga discusión en la que la mujer parecía enfadarse cada vez más. El hombre y la mujer utilizan los nombres «Eriq» y «Rosie» (que es el apodo de Rosario), respectivamente. El padre de Hedgepeth está convencido de que lo que se grabó fue la muerte de su hija; West está de acuerdo.
El sitio web informó a la policía de Chapel Hill de los hallazgos de West, y ellos acordaron considerar la versión mejorada de West y evaluarla. Sin embargo, debido a la hora del mensaje, no creen que sea una grabación del asesinato; la música de fondo sugiere además que fue grabada en The Thrill. Varios meses después, añadieron que los metadatos asociados a la llamada refuerzan esta creencia.
Por su parte, West cita un problema conocido del software de teléfonos como el de Hedgepeth que provocaba marcas de tiempo inexactas. Descarta que el sonido de fondo sea música, ya que su análisis no produjo ningún sonido como percusión, bajos pesados o sintetizadores. Además, añade, no hay ninguno de los sonidos de fondo, como el tintineo de vasos y otras personas hablando, que se asociarían con una discoteca.

### Imagen del sospechoso generada a partir del perfil de ADN
El 23 de septiembre de 2016, en un episodio del programa 20/20 de ABC News, la policía de Chapel Hill publicó una imagen generada por Parabon NanoLabs, una empresa de pruebas genéticas con sede en Reston (Virginia), en la que se mostraba el aspecto que podría tener el sospechoso que dejó el semen, basándose únicamente en el fenotipo de su perfil de ADN. El presidente de Parabon declaró a ABC que Snapshot, el programa que utilizó su empresa para crear la imagen, «predice el color de los ojos, el color del pelo, el color de la piel, las pecas, la morfología facial y la ascendencia». La imagen incluía un gráfico en el que se indicaba la probabilidad de que el sospechoso tuviera los rasgos que se le habían asignado.
Según la imagen, el sospechoso era «en gran medida de ascendencia mixta nativa americana y europea o latina». La mayoría de sus marcadores genéticos apuntaban a una ascendencia mexicana, colombiana e ibérica, con algunos otros países sudamericanos y africanos completando el resto. Parabon creía con más de un 80 % de certeza que el sospechoso tendría un tono de piel oliváceo, con muy pocas pecas o ninguna, y cabello negro. No hizo ninguna predicción sobre su altura y peso.

## Teorías
La policía de Chapel Hill no ha dicho mucho sobre cómo ocurrió el crimen, a pesar de la detención en septiembre de 2021. En el pasado, dijeron que no creían que el asesinato fuera un simple crimen de oportunidad cometido por un desconocido, sino que lo había cometido alguien de su grupo social, probablemente alguien que la conocía a través de la UNC-CH. Están seguros de que el asesino o los asesinos conocían a Hedgepeth, y han entrevistado a 2000 personas, a 750 de las cuales se les han realizado pruebas de ADN. Han trazado un mapa de las relaciones de muchos de los entrevistados con Hedgepeth y entre ellos, y, según se informa, han reducido la lista de mil posibles sospechosos a diez. «Este no es un caso sin resolver. Nunca lo ha sido», declaró el jefe Blue a Gasparoli en 2016.
Un año más tarde, Gasparoli dijo que creía que el asesino era «alguien ajeno» al círculo más cercano de amigos y conocidos de Hedgepeth. «Es muy probable que esta persona no conociera a [Hedgepeth] o los investigadores sabrían quién era», escribió. Sin embargo, es posible que actuara movido por la ira debido a algún agravio que ella causó a alguien cercano a ella.
Blue se negó a responder a la pregunta de Gasparoli en ese momento sobre si los investigadores creían que había más de una persona involucrada. «Es una pieza del rompecabezas que nos falta si conectamos las pruebas físicas directas», declaró Celisa Lehew, que se hizo cargo del caso como nueva investigadora jefe del departamento en 2016, al periodista en relación con esa teoría. «Se sabía que allí vivían dos personas».
Las especulaciones se han centrado a veces en Rosario, la compañera de piso de Hedgepeth en ese momento, debido a su llamada al 911, los últimos mensajes de texto enviados desde el teléfono de Hedgepeth a su exnovio sugiriendo que «[Rosario] te necesita más de lo que crees», la mujer a la que se dirige como «Rosie» en la conversación del buzón de voz y su decisión de dejar el apartamento abierto, con Hedgepeth durmiendo dentro, según ella, para irse a dormir a otro lugar a las 4:30 de la mañana del día del asesinato. Aunque ha abandonado Carolina del Norte y ha dicho muy poco sobre el caso desde entonces, Gasparoli escribió en 2017 que se enteró por sus fuentes policiales de que siguen hablando con ella regularmente y que ella coopera. «Creen que Rosario puede decirles más», afirma. «Me parece que [Rosario] ha estado en el punto de mira... como una figura clave que sabe más de lo que dice saber».

## Arresto
El 16 de septiembre de 2021, el Departamento de Policía de Chapel Hill arrestó a Miguel Salguero-Olivares, de 28 años, de Durham, por un cargo de asesinato en primer grado por la muerte de Hedgepeth. Originalmente no era sospechoso, pero fue identificado a través de muestras de ADN después de haber sido arrestado por conducir ebrio en el condado de Wake el mes anterior. Según los documentos judiciales publicados en enero de 2022, el ADN encontrado en la escena del crimen y la huella palmar en el arma homicida coinciden con los de Salguero-Olivares. En un comunicado, la policía pidió al público que tuviera paciencia mientras aclaraban los detalles. «Esta historia tardará tiempo en desvelarse por completo», afirmó el jefe Blue.
En noviembre de 2024, se anunció que los fiscales modificaron la acusación para añadir los cargos de robo en primer grado, violación en primer grado y delito sexual en primer grado.